# Férfi 2000 méteres akadályfutás a 2005. évi nyári európai ifjúsági olimpiai fesztiválon
A 2005. évi nyári európai ifjúsági olimpiai fesztiválon az atlétikai versenyszámokat Lignano Sabbiadoróban rendezték. A férfi 2000 méteres akadályfutás döntőjét július 4-én rendezték.

## Döntő
| H     | Név                 | Nemzet        | E       | Mj |
| ----- | ------------------- | ------------- | ------- | -- |
| Arany | Adem Belir          | Törökország   | 5:58.25 |    |
| Ezüst | Schubert Péter      | Magyarország  | 5:58.38 |    |
| Bronz | Eoin Healy          | Írország      | 6:02.03 |    |
| 4     | Kostantinis Savcuks | Lettország    | 6:03.50 |    |
| 5     | Madis Vestel        | Észtország    | 6:04.57 |    |
| 6     | Ivan Fernandez      | Spanyolország | 6:08.25 |    |
| 7     | Pieter De Wulf      | Belgium       | 6:08.98 |    |
| 8     | Ionut Ghita         | Románia       | 6:10.99 |    |
| 9     | Athanasios Zormpas  | Görögország   | 6:11.26 |    |
| 10    | Joonas Lehtinen     | Finnország    | 6:12.94 |    |
| 11    | Denys Lepinskyi     | Ukrajna       | 6:17.85 |    |
| 12    | Vusal Azizov        | Azerbajdzsán  | 6:35.00 |    |